# Самойленко Юрій Стефанович
Цю статтю слід доопрацювати: знайти інформацію про те, коли Ю.С. Самойленко перестав бути завідувачем відділу функціонального аналізу, і вписати її з посиланням на джерело.
Юрій Стефанович Самойленко (17 вересня 1943, село Владимірівка) — радянський і український математик. Протягом деякого часу був завідувачем відділу функціонального аналізу Інституту математики НАН України. З 2003 року член-кореспондент Національної академії наук України. З 6 березня 2015 року — дійсний член НАН України.

## Життєпис
У 1965 році закінчив Дніпропетровський державний університет.
З 1967 по 1969 рік навчався в аспірантурі Інституту математики НАН України, науковий керівник — академік Ю. М. Березанський.
1970 р. — кандидат фізико-математичних наук, спеціальність — математичний аналіз, 010101.
1970—1975 р — науковий співробітник Інституту математики НАН України.
1976—1989 р — старший науковий співробітник Інституту математики НАН України.
1980—1989 р — доцент кафедр алгебри та математичного аналізу Київського Державного Університету імені Тараса Шевченка.
1989 р. — доктор фізико-математичних наук, спеціальність — математичний аналіз, 010101.
1989—2001 р — провідний науковий співробітник Інституту математики НАН України.
З 1989 року професор Київського Державного Університету імені Тараса Шевченка.
З 2001 року завідувач відділу функціонального аналізу Інституту математики НАН України.
З 2003 року член-кореспондент НАН України.
З 2015 року  дійсний член НАН України.

### Нагороди та відзнаки
Удостоєний Державної премії України в галузі науки і техніки за 2007 р (Указ Президента України № 1191/2007 від 10.12.2007).
Нагороджений Срібною медаллю імені М. М. Боголюбова за видатні досягнення в галузі математичної науки, 27.08.2009. У 2013 за високі трудові досягнення.
отримав почесну нагороду Міжнародного Академічного Рейтингу «Золота Фортуна» — Георгіївську медаль "Честь. Слава. Труд ".

### Наукові інтереси
Ю. С. Самойленко є одним з провідних фахівців України в області алгебраїчних проблем функціонального аналізу, засновником і керівником наукової групи, досягнення якої відомі фахівцям багатьох країн світу і мають заслужене визнання.  
Сфера наукових інтересів: 
- функціональний аналіз,
- спектральна теорія операторів,
- теорія зображень, сімейства операторів і підпросторів,
- математична фізика.

### Підготовка кадрів
Під його керівництвом захищено 3 докторські та 25 кандидатських дисертацій.

### Публікації
Є автором близько 200 наукових статей, 3 монографій і декількох навчальних посібників для студентів і аспірантів.